# Louis-Adolphe Janvier
Pour les articles homonymes, voir Janvier (homonymie).
Louis-Adolphe Janvier (1818-1879) est un architecte français. Il est renommé pour la construction des abattoirs de la Villette.

## Biographie
Fils de Louis Nicolas Janvier, marchand tanneur à Dreux, et de Marie Anne Fortin, Louis-Idelphonse Janvier, plus connu sous le nom de Louis-Adolphe Janvier, est né à Dreux le 26 octobre 1818. Il entre à l’École des Beaux-arts (1839), où il a pour maîtres Joseph Adhémar et Léon Vaudoyer. Il travaille pour la ville de Paris à partir de 1844.
Domicilié à Paris 150, boulevard de Magenta, il meurt à Menton le 24 janvier 1879.

## Les abattoirs de La Villette
En 1860, Victor Baltard réalise les plans du marché aux bestiaux et des abattoirs. Le chantier est alors confié à un autre architecte qui est, selon les sources Jules de Mérindol et/ou Adolphe Janvier. Seul Haussmann donne Mérindol comme le constructeur des halles de la Villette. Toutes les autres sources du XIXe siècle donnent Alphonse Janvier. Baltard écrit dans le Complément de la Monographie des Halles centrales de Paris : « C’est sur cet emplacement que comme architecte en chef, directeur des travaux de Paris, j’ai été appelé à donner les plans de ce double établissement, et que M. Janvier, architecte ordinaire du XXe arrondissement, en a suivi l’exécution. » Dans les documents officiels, Mérindol n'est jamais cité pour sa participation au chantier de la Villette.
Il participe à l'Exposition universelle de 1878, catégorie Dessins et modèles d'architecture, où il présente son plan, ses vues et son modèle en relief des abattoirs de la Villette et pour lesquels il est récompensé d'une 1ère médaille.

## Autres réalisations
- L'hôtel de Luppé, rue Barbet-de-Jouy, 1860 (qui abrite depuis la préfecture de la région Île-de-France)[6]
- La caserne de l’Hôtel de Ville (1863) rue de Lobau, une école rue des Couronnes et une école maternelle pour filles rue des Bois (1874-1875)[5].

## Distinctions
- Chevalier de la Légion d’honneur, 15 août 1869[2]
- Médaille d'honneur lors de l’Exposition universelle de 1878 pour le marché aux bestiaux et les abattoirs de la Villette[2]